# Gasmai, Liebenfels
Gasmai je naselje v Občini Liebenfels v Okraju Šentvid ob Glini na Koroškem v Avstriji.